# Lavras (gemeente)
Lavras is een gemeente in de Braziliaanse deelstaat Minas Gerais. De gemeente telt 92.542 inwoners (schatting 2009).

## Aangrenzende gemeenten
De gemeente grenst aan Carmo da Cachoeira, Ijaci, Ingaí, Itumirim, Nepomuceno, Perdões en Ribeirão Vermelho.

## Geboren
- Ana Paula Connelly (1972), volleyballer en beachvolleyballer